# Apatura iole
Apatura iole är en fjärilsart som beskrevs av Schneider 1785. Apatura iole ingår i släktet Apatura och familjen praktfjärilar. Inga underarter finns listade i Catalogue of Life.